# Coreia do Sul nos Jogos Olímpicos de Inverno de 1998
A Coreia do Sul participou dos Jogos Olímpicos de Inverno de 1998 em Nagano, Japão.

## Medalhas
| Atleta                                              | Esporte                                | Evento                       | Medalha |
| --------------------------------------------------- | -------------------------------------- | ---------------------------- | ------- |
| Kim Dong-Sung                                       | Patinação de velocidade em pista curta | 1000 m masculino             | Ouro    |
| Chun Lee-Kyung                                      | Patinação de velocidade em pista curta | 1000 m feminino              | Ouro    |
| Chun Lee-Kyung Won Hye-Kyung An Sang-Mi Kim Yoon-Mi | Patinação de velocidade em pista curta | Revezamento 3000 m feminino  | Ouro    |
| Chae Ji-Hoon Lee Jun-Hwan Lee Ho-Eung Kim Dong-Sung | Patinação de velocidade em pista curta | Revezamento 5000 m masculino | Prata   |
| Chun Lee-Kyung                                      | Patinação de velocidade em pista curta | 500 m feminino               | Bronze  |
| Won Hye-Kyung                                       | Patinação de velocidade em pista curta | 1000 m feminino              | Bronze  |

Legenda
| Recorde mundial      | Recorde mundial (World record)               |                       | Recorde africano                      | Recorde africano (African) |                                           | Q | Classificado por posição (Qualified) |
| Recorde olímpico     | Recorde olímpico (Olympic record)            | Recorde da América    | Recorde da América (Americas)         | q                          | Classificado por melhor tempo (Qualified) |   |                                      |
| Melhor marca do ano  | Melhor marca do ano (World leading)          | Recorde asiático      | Recorde asiático (Asian)              | DNS                        | Não largou (Did not start)                |   |                                      |
| Recorde nacional     | Recorde nacional (National record)           | Recorde europeu       | Recorde europeu (European)            | DNF                        | Não terminou (Did not finish)             |   |                                      |
| Recorde pessoal      | Recorde pessoal do atleta (Personal best)    | Recorde da Oceania    | Recorde da Oceania (Oceania)          | DSQ / DQ                   | Desclassificado (Disqualified)            |   |                                      |
| Recorde da temporada | Recorde da temporada do atleta (Season best) | Recorde sul-americano | Recorde sul-americano (South America) | NM                         | Sem marca (No mark)                       |   |                                      |